# 高麗神社

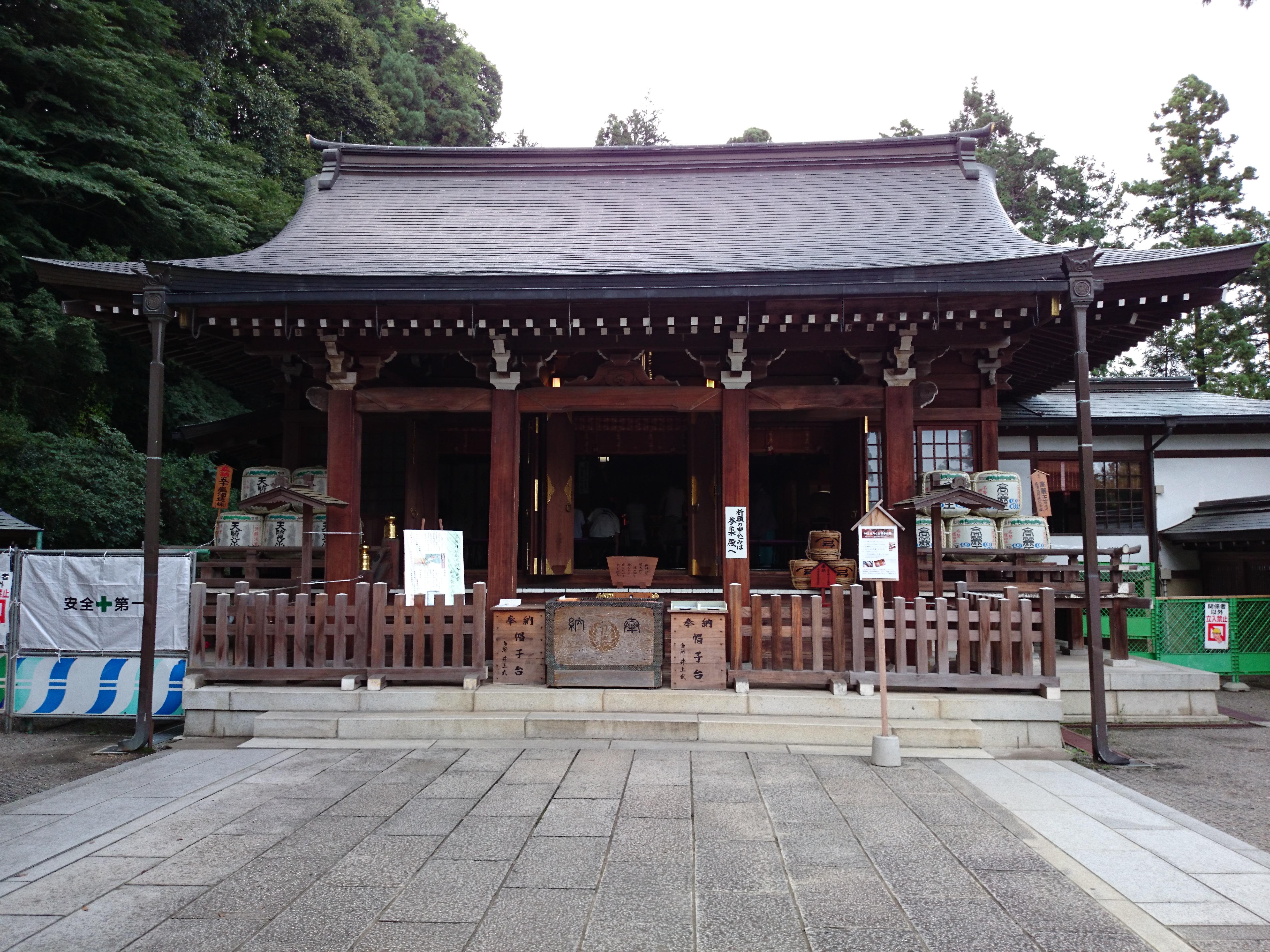
拜殿

高麗神社，是位於日本埼玉縣日高市的神社，由高句麗移民所建。

## 歷史
高麗神社源於716年，當時武藏國高麗郡設置用於安置高句麗移民，他們的頭人玄武若光被任命為郡司，賜姓高麗氏。他死後長子高麗家重建立高麗神社以他為主神，
2005年10月23日，在日本大韓民國民團贈送了一個石製的高句麗將軍像(因1992年的贈送木像已破損)。